# 彭凤莲
彭凤莲（1967年12月—），安徽潜山人，中国民主促进会会员，现任安庆师范大学校长。

## 生平
1990年本科毕业于安徽师范大学，1993年获安徽师范大学硕士学位并留校任教。2006年获中国人民大学博士学位。曾任安徽师范大学法学院院长。2018年3月，任安徽师范大学副校长。2023年1月，任安庆师范大学校长。
2021年10月，当选民进芜湖市第七届委员会主任委员。2022年1月，当选第十四届芜湖市政协副主席。2022年6月，当选民进安徽省第九届委员会副主委。2022年12月，当选中国民主促进会第十五届中央委员会委员。2023年1月，当选第十四届全国人民代表大会代表。

## 学术贡献
主要从事刑法学和法制史研究工作。主持国家社科基金重大项目、国家社科基金重点项目等课题十余项，发表学术论文100余篇。是安徽省高等学校学科带头人、安徽省首届十大中青年法学家。2018年获国务院特殊津贴。

## 社会兼职
安徽省第九、十、十一届政协委员，第十二届安徽省政协常委。中国法学会法学教育研究会理事、中国法学会刑法学研究会理事。